# Jin-dynastie (265-420)
De Jin-dynastie (Hanyu pinyin Jin Cháo, Traditioneel Chinees   晉朝, Vereenvoudigd Chinees 晋朝, Wade-Giles Chin-ch'ao, 265-420) is een periode in de geschiedenis van China die volgde op de Drie Koninkrijken en voorafging aan de Zuidelijke en Noordelijke Dynastieën in China. De dynastie was gevestigd door de Sima familie (司馬 pinyin Sīmǎ), afstammelingen van de historicus Sima Qian.
De Jin-dynastie wordt onderverdeeld in twee periodes: een van 265 tot 316 en een periode van 317 tot 420, waarvan enkel het oostelijk deel nog overbleef.

## Jin-dynastie (265-316)

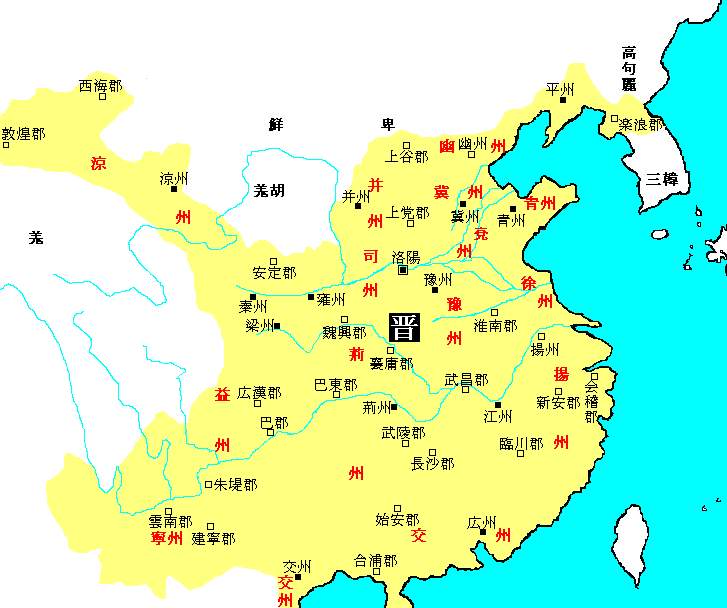
Jin-dynastie (265-316)

Deze dynastie werd gesticht door Sima Yan. Hij was de kleinzoon van Sima Yi, die in 249 middels een staatsgreep de macht in het koninkrijk Wei overnam en daarmee de grondlegger was van de latere dynastie. Sima Yan dwong de Wei-keizer Cao Huan in 265 tot aftreden, en stichtte de eerste Jin-dynastie.
Na de overwinning op het koninkrijk Wu in 280 ontstond er een korte periode van eenheid in China, maar na de dood van keizer Sima Yan in 290 brak er een paleisrevolutie uit, de Oorlog van de Acht Prinsen. In 311 werd de hoofdstad van het rijk Luoyang door soldaten van Han Zhao veroverd en werd keizer Huai gevangengenomen. Hierna werd de hoofdstad verplaatst naar Chang'an, van waaruit keizer Min vier jaar regeerde, tot ook deze stad in 316 door Han Zhao werd veroverd.

## Oostelijke Jin-dynastie (317-420)

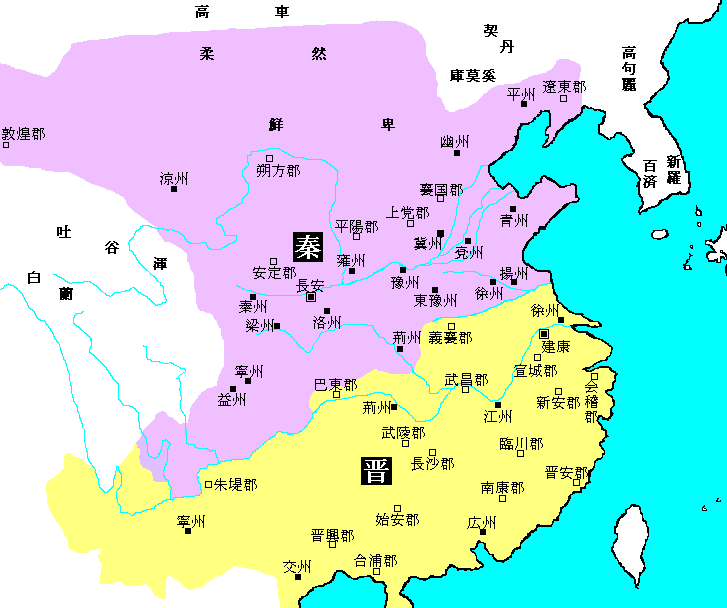
Oostelijke Jin-dynastie (317-420)

Ondertussen waren enkele leden van de Jin-hofhouding vanuit het noorden naar het zuiden gevlucht, naar de stad Jiankang, gelegen nabij het huidige Nanking ten zuidoosten van Luoyang en Chang'an. Hier werd in 317 het hof van Jin opnieuw gevestigd, onder de Prins van Longya. Belangrijke plaatselijke families als Zhu, Gan, Lu, Gu en Zhou onderschreven de proclamatie van de Prins van Longya als keizer Yuan van de Oostelijke Jin Dynastie (ch. 東晉 317-420) toen het nieuws van de val van Chang'an het zuiden bereikte.
Gedurende de 104 jaar van haar bestaan werd de Oostelijke Jin-dynastie geplaagd door militaristische leiders en crises. Zij overleefde opstanden door Ang Dun en Su Jun. Huan Wen overleed in 373 voordat hij zichzelf tot keizer had uitgeroepen. De Slag van Fei werd een overwinning voor de Jin onder een kortdurende samenwerking tussen Huang Chong, broer van Huan Wen en de Eerste Minister (Keizerlijke Secretaris) Xie An. Huan Xan, zoon van Huan Wen, veranderde de naam van de dynastie in Chu. Zijn regering werd omvergeworpen door [[Liu Song Wudi}|Liu Yu]], die opdracht gaf tot de ophanging van de geïnstalleerde, maar achterlijke keizer An. De laatste keizer, Gong, broer van keizer An, werd in 419 geïnstalleerd. Met de troonsafstand door keizer Gong in 420 ten gunste van Liu Yu, daarna keizer Wu, begon het tijdperk van de Liu Song-dynastie en de Zuidelijke dynastieën.
Intussen werd Noord-China geregeerd door Zestien Koninkrijken, waarvan vele waren gesticht door de Wu Hu, de niet-Han-Chinese etnische groepen. De verovering van Noord-Liang door de Noordelijke Wei-dynastie in 439 leidde tot het ontstaan van de Noordelijke dynastieën.
Xia · Shang · Zhou · Qin · Han · Drie Koninkrijken · Jin · Zuidelijke Dynastieën · Noordelijke Dynastieën · Sui · Tang · Vijf Dynastieën · Jin (Jurchen) · Song · Yuan · Ming · Qing